# Beipiaopsychops triangulatus
Beipiaopsychops triangulatus là một loài côn trùng trong họ Psychopsidae thuộc bộ Neuroptera. Loài này được Hong miêu tả năm 1983.